# Празеодимпентакобальт
Празеодимпентакобальт — бинарное неорганическое соединение
празеодима и кобальта
с формулой Co5Pr,
кристаллы.

## Получение
- Сплавление стехиометрических количеств чистых веществ:

{\displaystyle {\mathsf {Pr+5Co\ {\xrightarrow {1229^{o}C}}\ PrCo_{5}}}}

## Физические свойства
Празеодимпентакобальт образует кристаллы
гексагональной сингонии,
пространственная группа P 6/mmm,
параметры ячейки a = 0,5032 нм, c = 0,3992 нм, Z = 1,
структура типа кальцийпентамеди Cu5Ca
.
Соединение образуется по перитектической реакции при температуре 1229°C
и при температуре ниже 850°C метастабильно.